# Phos vandenberghi
Phos vandenberghi is een slakkensoort uit de familie van de Buccinidae. De wetenschappelijke naam van de soort is voor het eerst geldig gepubliceerd in 2005 door Fraussen & Poppe.